# کارلو بوخلفا
کارلو بوخلفا (انگلیسی: Carlo Boukhalfa؛ زادهٔ ۳ مهٔ ۱۹۹۹) بازیکن فوتبال اهل آلمان است.